# Jekkaure
Jekkaure är en sjö i Jokkmokks kommun i Lappland och ingår i Luleälvens huvudavrinningsområde. Sjöns area är 2,799 kvadratkilometer och den är belägen 294 meter över havet.